# Зворыкин-Муромец
«Зворы́кин-Му́ромец» — документальный фильм Леонида Парфёнова об отце-основателе мирового телевидения, русском инженере Владимире Зворыкине, который впервые транслировался на Первом телевизионном канале России 20—21 апреля 2010 года.

## Сюжет
Авторский проект Леонида Парфёнова — двухсерийный документальный фильм, посвящённый истории жизни американского изобретателя русского происхождения — Владимира Зворыкина. Уроженец Мурома, Владимир Зворыкин считается родоначальником телевизионных технологий. Фильм повествует о судьбе Зворыкина, показанной через призму истории всего XX века. Эстетика и достоверность эпохи воссозданы с помощью компьютерных технологий и игровых реконструкций, в которых были задействованы актёры.
Основная музыкальная тема: Пол Притчард — Steps to Success.

## В ролях
- Леонид Парфёнов — Ведущий
- Сергей Шакуров — Владимир Зворыкин
- Анатолий Просалов — Зворыкин в молодости
- Владислав Ветров — Профессор Розинг
- Максим Радугин — Фредерик Олесси
- Игбох Чарльз Ндука — Линн

## Призы и награды
- 2010 — «ТЭФИ» в номинации «Режиссёр телевизионного документального фильма/сериала» — Сергей Нурмамед и Иван Скворцов
- 2010 — «ТЭФИ», «За неизменно штучную работу на фоне конвейерного телевидения» — Леонид Парфёнов
- 2010 — «Лавровая ветвь» в номинации «Лучший просветительский фильм»